# Ricardo Piglia
Ricardo Emilio Piglia Renzi (Adrogué, 24 de novembro de 1941 – Buenos Aires, 6 de janeiro de 2017) foi um escritor argentino. 

## Vida e obra
Ricardo Emilio Piglia Renzi nasceu em 24 de novembro de 1941, na cidade de Adrogué, província de Buenos Aires. Cerca de dois anos após a queda de Juan Domingo Perón, em 1957, sua família se mudou para Mar del Plata, por conta do peronismo do pai de Piglia - que o colocou na prisão por breve tempo. No mesmo ano, começou a escrever um diário íntimo que futuramente seria transformado em sua última obra, Los diarios de Emilio Renzi (2015-2017). Em 1960, decide-se pelo curso de História na Universidad Nacional de la Plata, onde se torna professor do mesmo curso três anos depois. No mesmo ano, foi secretário de redação da revista Liberación, órgão cultural do Movimiento de Izquierda Revolucionario, MIR. Em 1965, preparou para a editora Jorge Álvarez uma antologia da narrativa norte-americana chamada Crónicas norteamericanas. 
Ao lado de Sergio Camarda dirigiu a revista Literatura y sociedad (um único número). No ano seguinte, devido ao golpe de Estado de Juan Carlos Onganía e a intervenção nas universidades, renunciou ao cargo de professor e começou a trabalhar na editora Jorge Álvarez, dirigindo a coleção "Clásicos de Hoy". Em 1968, foi diretor literário da editora Tiempo Contemporáneo e preparou a coleção de romances policiais chamada "Serie Negra", quando se difundiram na Argentina as obras de Dashiel Hammet, Raymond Chandler, David Goodis, Horace McCoy, Brett Halliday, Eric Ambler. Entre 1969 e 1974 fez parte do comitê de redação da revista Los libros, dirigida por Héctor Schmucler. 
Em 1974, colaborou para a revista Crisis, dirigida por Eduardo Galeano. Em 1977, foi visiting professor na Universidade da Califórnia. Em 1978, tem início sua participação na direção da revista Punto de Vista, ao lado de Beatriz Sarlo e Carlos Altamirano. No mesmo ano, traduziu Men without Women, de Ernest Hemingway. Em 1984, passou a fazer parte dos colaboradores da revista Fierro, dirigida por Juan Sasturian.  
Em 1987, como senior fellow do Council of the Humanities, passou um semestre na Universidade de Princeton, à qual retornaria em 1989 e onde desde 1997 é professor. Em 1988, residiu três meses na Maison des Écrivains Étrangers et Traducteurs, em Saint Nazaire. No ano seguinte, recebeu a bolsa Guggenheim. No primeiro semestre de 1990, ministrou cursos em Harvard University, depois retornou à Argentina pelos sete anos consecutivos, desta vez como professor da Faculdade de Filosofia e Letras da Universidade de Buenos Aires. 
Em 1962, o conto "Mi amigo" (La invasión), foi premiado no concurso organizado por El Escarabajo de oro. Em 1963, "Una luz que se iba", do mesmo livro, recebeu a premiação do primeiro concurso da revista Bibliograma, do qual participaram como jurados Marta Lynch, Marco Denevi, Aristóbulo Echegaray e Germán Verdiales. Em 1975, "La loca y el relato del crimen" (Nombre falso) foi vencedor do concurso de contos policiais da revista Siete Días, cujos jurados eram Jorge Luis Borges, Marco Denevi e Augusto Roa Bastos. Respiración artificial recebeu o Premio Boris Vian (1982), Plata quemada foi premiado pela editora Planeta (1997), Formas breves foi o ganhador do Premio Bartolomé March (2001). Toda a obra foi homenageada pelo Premio Iberoamericano de Letras José Donoso (2005). Para cinema, Ricardo Piglia escreveu o roteiro de Foolish Heart (Coração Iluminado), dirigido por Héctor Babenco em 1995. No mesmo ano trabalhou com o cineasta Andrés di Tella num documentário sobre Macedonio Fernández. Elaborou o roteiro de La Sonámbula (1998), com colaboração de Fabián Bielinsky e do diretor Fernando Spiner. Junto a David Lipszyc, realizou a adaptação de El astillero (2000) de Juan Carlos Onetti. Ainda fez versões de textos de Julio Cortázar e colaborou com María Luisa Bemberg na primeira versão do roteiro de El impostor, baseado em relato de Silvina Ocampo.

### Últimos anos e morte
Em 2014, Piglia foi diagnosticado com Esclerose lateral amiotrófica (ELA), que afetou consideravelmente sua saúde e debilitou seus movimentos musculares. Apesar disso, continuou trabalhando com a ajuda de sua assistente, Luisa Fernández, em escritos inéditos e na seleção e edição de exertos de seus diários pessoais, que seriam publicados entre 2015 e 2017, ano em que Piglia faleceu no dia 6 de janeiro, aos 75 anos de idade.

## Obras
Compôs, em parceria com o músico Gerardo Gandini, a ópera que estreou em 1995 no Teatro Colón de Buenos Aires, La ciudad ausente, baseada em seu romance de mesmo nome. Em 1990, Alejandro Agresti dirigiu um longa metragem chamado Luba, partindo do livro Nombre falso. Em 1998, igualmente, Marcelo Piñeyro levou às telas a história de Plata quemada. 
Ricardo Piglia editou o Diccionario de la novela de Macedonio Fernández (2000), organizou e prefaciou uma antologia de contos chamada Las fieras (1993). Cuentos con dos rostros (1992) é uma seleção de relatos e integra um projeto de difusão cultural dirigido pela Universidade Nacional Autónoma de México, sob os cuidados de Marco Antonio Campos. La Argentina en pedazos (1993) é uma compilação de ensaios introdutórios à literatura argentina, originalmente preparados para as adaptações de textos literários da revista em quadrinhos Fierro. Cuentos morales (1995) é uma antologia organizada por Piglia que reúne alguns de seus relatos, escritos entre 1961 e 1990.
No Brasil, é traduzido por Sérgio Molina.

### Romances
- Respiração Artificial (1980)
- La ciudad ausente (1992)
- Plata quemada (1997)
- Blanco nocturno (2010)
- El camino de Ida (2013)

### Contos
- Jaulario (1967)
- La invasión (1967)
- Nombre falso (1975)
- Prisión perpetua (1988)
- Cuentos morales (1995)
- El pianista (2003)
- Los casos del comisario Croce (2018)
- Cuentos completos (2021)

### Ensaios
- Crítica y ficción (1986)
- Formas breves (1999)
- Diccionario de la novela de Macedonio Fernández (2000)
- El último lector (2005)
- Teoría del complot (2007)
- La forma inicial (2015)
- Por un relato futuro. Conversaciones con Juan José Saer (2015)
- Las tres vanguardias (2016)
- Escritores norteamericanos (2017)
- Teoría de la prosa (2019)
- Escenas de la novela argentina (2022)

### Outros
- Antología personal (2014)
- Los diarios de Emilio Renzi. Años de formación (2015)
- Los diarios de Emilio Renzi. Los años felices (2016)
- Los diarios de Emilio Renzi. Un día en la vida (2017)